# María Pfaetterer-Hellstern
María Pfaetterer-Hellstern (nacida en Ratisbona, Alemania, 1875 - Victoria, provincia de Malleco, Chile, 10 de enero de 1941), pianista y educadora en música radicada en Chile, la más importante formadora de instrumentistas pianísticos de Valdivia.

## Biografía

### En su tierra natal
Perteneció a una familia de buena posición social y económica, que gozó de consideración en la corte real de Bulgaria. Desde muy pequeña se manifestaron sus aptitudes artísticas, que fueron advertidas prontamente por su padre, quien la envió a estudiar en la Neue Akademie der Tonkunst de Berlín, instituto de música de carácter privado que se creó en 1855. Allí fue alumna de Franz Kullak, pianista y compositor alemán, hijo de Theodor Kullak (pianista, compositor y director de dicho establecimiento).

### Su fortuita aparición en Chile
Aficionada a la cultura incásica, aceptó un ofrecimiento para dictar clases en Perú, y para ello se aprestó a cruzar los mares a bordo de un vapor. Éste, luego de una travesía tranquila y sin contratiempos, encalló en las costas chilenas a la altura del puerto de Corral. Recordó que en Valdivia vivían algunos parientes suyos, por lo cual se embarcó hacia esa ciudad. Corría el año 1911.

### Su improvisado estreno
Por esos días se había organizado un festival de beneficencia, en el que parte del programa estaba dedicado a la música. A María se le pidió que participara del evento, pero ella argumentó no hallarse convenientemente dispuesta; sin embargo, la insistencia de ciertos ciudadanos venció la renuencia de la maestra. Tocó piezas de distintos compositores, tras lo cual recibió una calurosa ovación del público. Finalizada la presentación, muchas familias lugareñas rogaron que tomase a los hijos de éstas en calidad de alumnos.

### Dedicación a la enseñanza
Ante tamañas solicitudes, María decidió anular su compromiso anterior y emprendió una vida abocada a la educación musical de los niños de Valdivia. Abrió una academia de piano, que se convirtió en la más afamada de cuantas existían en esa ciudad y que "cumplió una amplia labor de enseñanza musical al público valdiviano durante varios años" (Baeza Inzunza et al., 1978: 100). De sus discípulos más aventajados se cuentan María Aburto Oróstegui, Nina Frick y Alicia Castelblanco Echenique, entre otros.

### Religiosidad
Católica practicante, María profesó una profunda devoción a Dios (era católica practicante). Dio muestra de su caridad distribuyendo diariamente de diez a quince raciones de comida a los pobres que se acercaban a su domicilio.[cita requerida]
En el otoño de su existencia quiso abstraerse del tráfago del mundo, y se retiró a una congregación llamada "de la Santa Cruz", en la ciudad de Victoria. En este lugar pasó sus últimos años, hasta el día de su muerte.